# スリュム

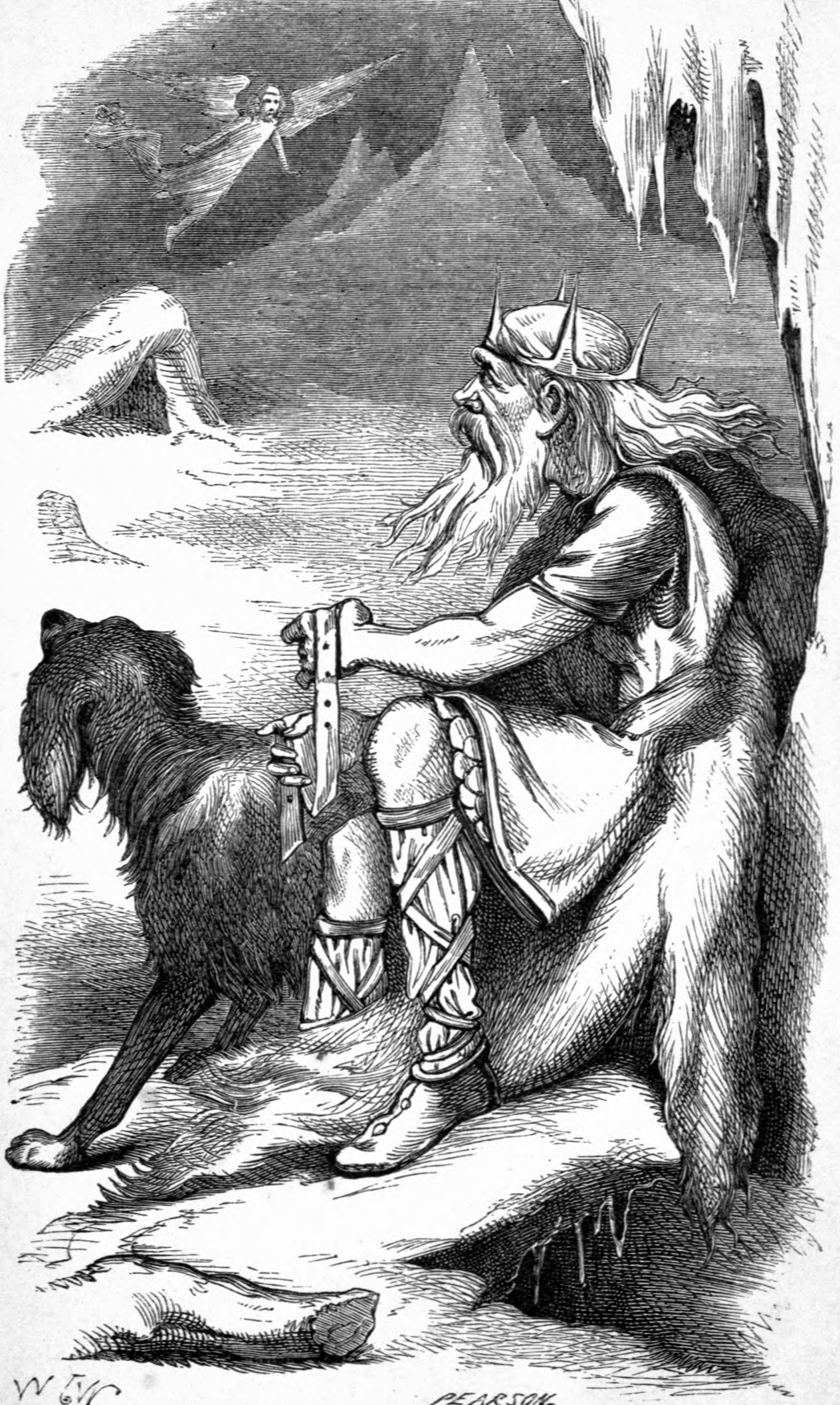
霜の巨人の王スリュムが、飛んでくるロキを迎える場面。 1871年にイギリスで発刊された書籍の挿絵より。

スリュム（古ノルド語: Þrymr）は、北欧神話に登場する霜の巨人の王である。
トールのハンマー「ミョルニル」を盗み出し、引き換えにフレイヤを要求する。

## 神話
『古エッダ』の『スリュムの歌』は次のような物語を伝えている。霜の巨人であるスリュムはトールのミョルニルを盗み出す。あてをつけて訪ねてきたロキに交換条件としてフレイヤを妻にする事を要求した。悩んだ神々は、ヘイムダルの案でトールを女装させ送り込む。そしてロキはその侍女に化けて、スリュムをうまくごまかし、すっかりそれに騙されたスリュムは、女装したトールの膝にミョルニルを置いてしまう。そうなった以上スリュムに抵抗する術は無く、結局は殴り殺されてしまう。また、スリュムには姉がいたが、トールらに持参金を求めた彼女も、当然同じ運命を辿る。

## 財産
山のような宝石、うず高く積まれた金と銀を持っている。また、牛小屋には黄金の角を持つ牛と、真っ黒な牝牛を持っている。彼にとっては、フレイヤを除く全ての物を持っていると感じている。

## 資料

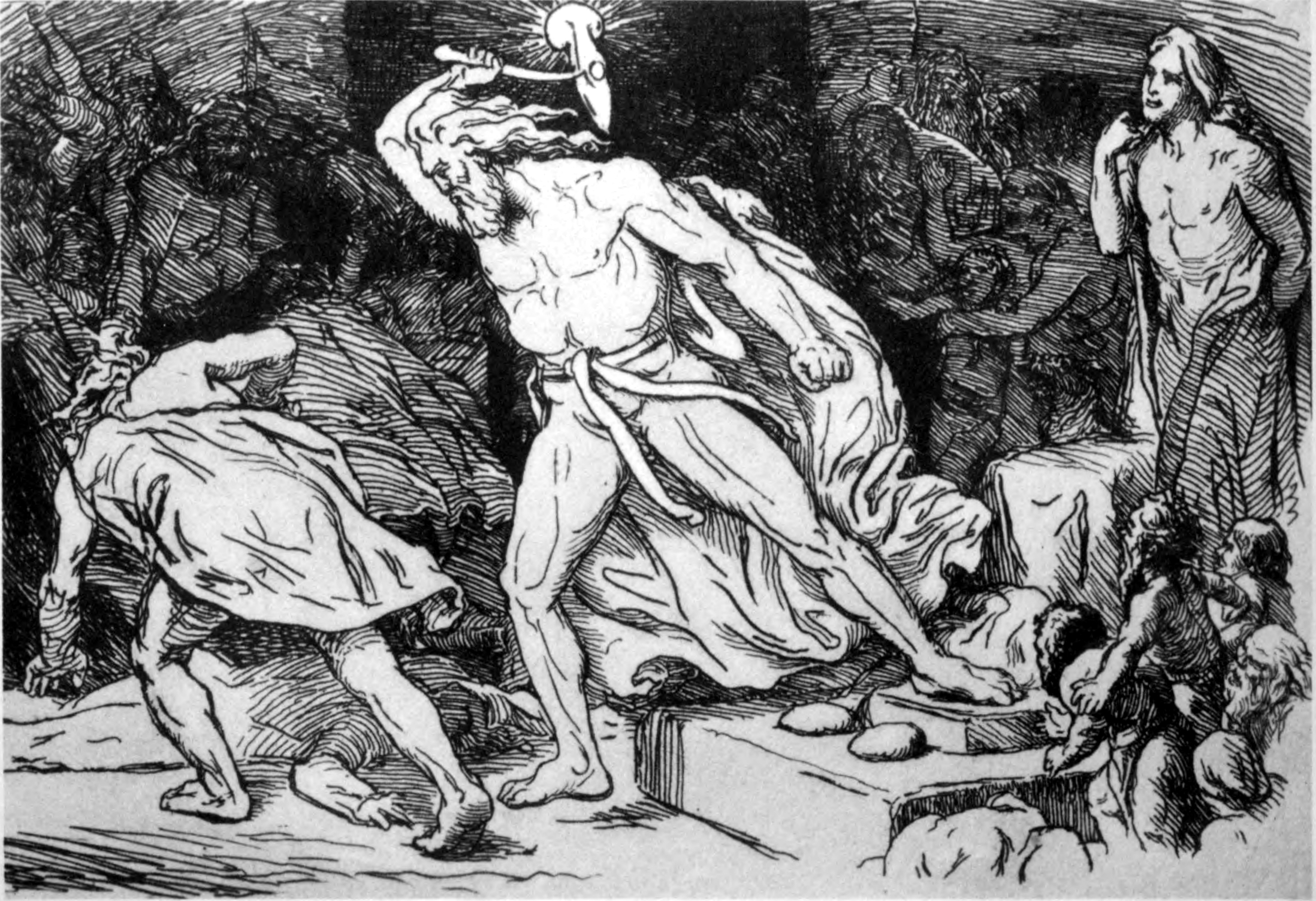
ローランス・フレーリクが描いた、トールがスリュムを攻撃する場面。

この神話の資料になる唯一の詩は『スリュムの歌』で、『古エッダ』の王の写本の一部。しかし、スノッリ・ストゥルルソンはこれを『散文のエッダ』には入れなかった。それは、スノッリ自身がこの詩を作ったからだとも言われている。